# Burg Hohenwerfen
Burg Hohenwerfen er en fæstning fra omkring det 11. århundrede, beliggende ovenfor byen Werfen i Østrig, omkring 50 kilometer syd for Salzburg.
Fæstningen har gennem tiden mest været brugt som fængsel. Fra 1938 til 1987 lå her først en officersskole og sidenhen en politiskole.

## Ørneborgen
I 1968 blev krigsfilmen Ørneborgen (Where Eagles Dare) efter Alistair MacLeans manuskript indspillet her.
Hovedrollerne havde Richard Burton, Clint Eastwood og Mary Ure.
Fæstningen blev brugt som slottet Schloss Adler, det uindtagelige hovedkvarter for Waffen-SS i det sydlige Bayern. Den kendte liftscene blev dog filmet ved brug af Feuerkogelseilbahn i Ebensee.